# 钻石头山
钻石头山（英語：Diamond Head；夏威夷语：Lēʻahi）是位于美国夏威夷州瓦胡岛东南角的一座死火山，为地质学上称作的凝灰岩锥，传说是火女神佩蕾的家。“钻石头”的名字由19世纪的英国水手所取，因为他们误以为这里石头中方解石结晶是钻石。
地质学家认为造成钻石头山形成的火山喷发最多只持续了几天。这次喷发是火奴鲁鲁火山系列喷发的一部分，这次系列喷发形成了今天瓦胡岛的众多地标。
因为临近旅游度假胜地威基基，钻石头山亦吸引大量游客。火山口约1.1公里长的登山小道是攀登钻石头山的主要道路。攀登往返需要一个半小时至两小时。当地的旅游路牌提醒游客注意小道上不平坦的石头、可能遭遇的横风以及一段可能需要使用手电的隧道。从山顶上可以欣赏到威基基海滩和大部分檀香山市的风景，此处的日落美景同样享有盛誉。

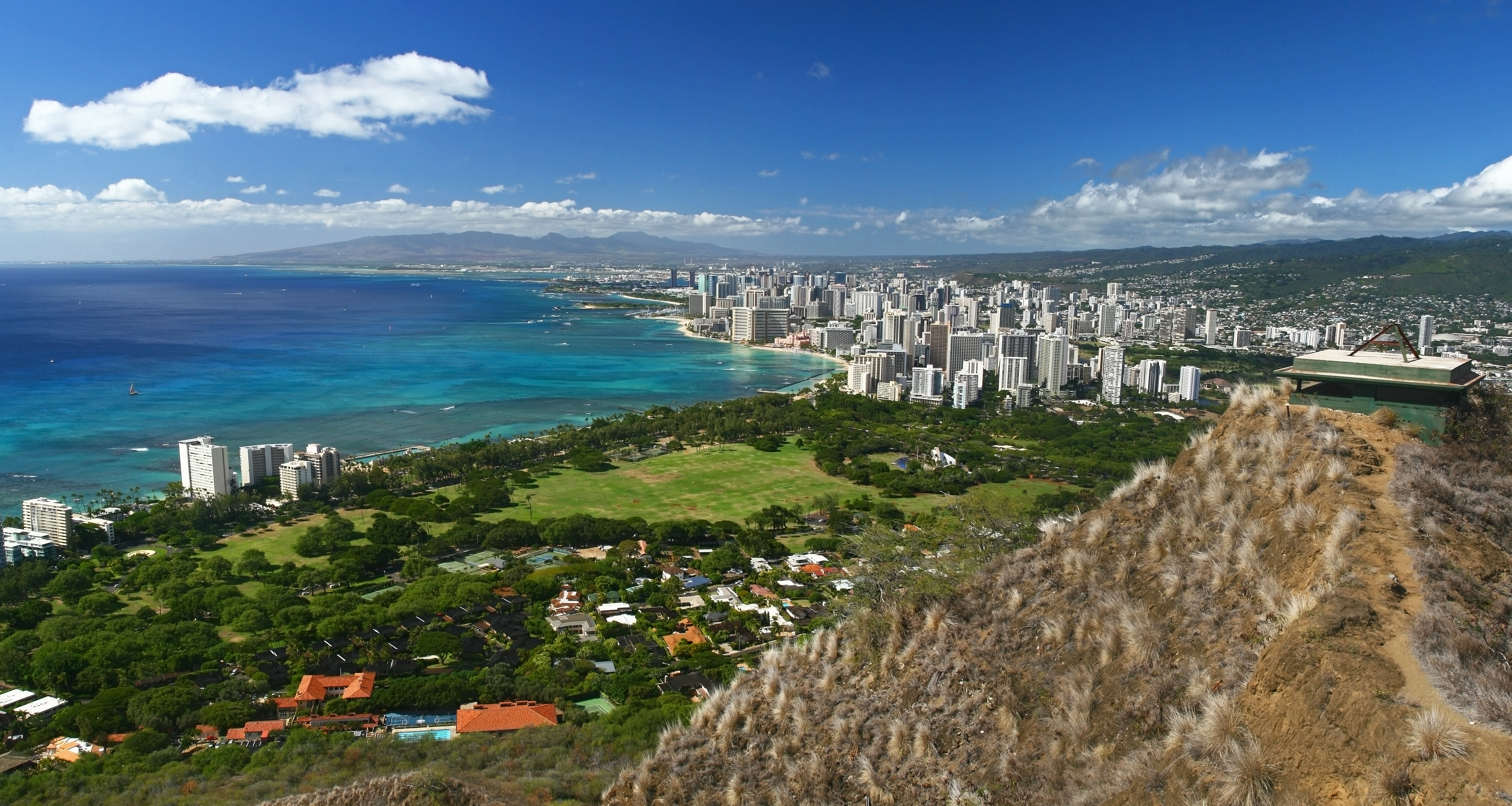
钻石头山顶俯瞰檀香山市区和威基基海滩

火山口内始建于1909年的鲁格要塞曾经是美军在夏威夷地区最早的军事基地，至今钻石头山仍保留有军事设施的遗址，如暗堡和隧道等。
钻石头山已经成为夏威夷群岛的著名地标之一，夏威夷销售的很多纪念品均印有钻石头山的图案。
1963年，美国曾拍摄一部以钻石头山为故事背景的同名电影，由查尔顿·赫斯顿主演。2004年開播的美國电视剧集《迷失》也在此取景。